# Raphaël Guy
Pour les articles homonymes, voir Guy.
Raphaël Guy, né le 12 février 1869 à Rennes et mort le 18 juillet 1918 à La Marsa, est un architecte français, parfois considéré comme l'un des « pères de l'architecture arabisante »,, qui a fait toute sa carrière à la tête de la direction générale des Travaux publics des villes de Tunis, Sousse et Sfax, du temps du protectorat français de Tunisie.

## Biographie
Guy naît à Rennes en 1869 dans une famille de négociants. Après des études secondaires dans sa ville natale, il poursuit ses études supérieures à Paris, en classe préparatoire au lycée Saint-Louis puis il entre, en 1894, à l'École nationale et spéciale des beaux-arts. Alors âgé de 25 ans, il intègre l'atelier de Gaston Redon et suit les cours théoriques de Julien Guadet. Il est ensuite mentionné comme « attaché à la Commission du Japon » pour l'Exposition universelle de 1900 à Paris. À partir du 3 août 1900, il figure parmi le personnel de la direction des Travaux publics de Tunisie, peut-être sur les recommandations de son ancien condisciple, Jean-Émile Resplandy.
En 1901, il occupe le poste d'attaché aux travaux de la municipalité de Tunis puis, en 1904, celui d'architecte chargé des résidences. Fin 1906, il est promu au grade d'architecte principal des Bâtiments civils de Tunisie.
Marié en 1908 avec une jeune Parisienne, Louise Sablé, père d'une fille (prénommée Odile Carmen) née en 1915, Guy fait partie des notables de la communauté française de Tunisie. Membre de l'Institut de Carthage, il participe aux excursions archéologiques du docteur Louis Carton. En 1911, il quitte la direction des Travaux publics pour s'installer à son compte, après avoir connu quelques tracas logistiques sur deux bâtiments.
En juin 1914, il est nommé vice-président de la municipalité de La Marsa. 
Le 18 juillet 1918, il meurt en quelques semaines des suites d'une crise d'urémie à La Marsa, où il est inhumé,.
En 1920 paraît à titre posthume son seul essai, L'Architecture moderne de style arabe (Librairie de la construction moderne), comprenant de nombreuses illustrations.

## Réalisations

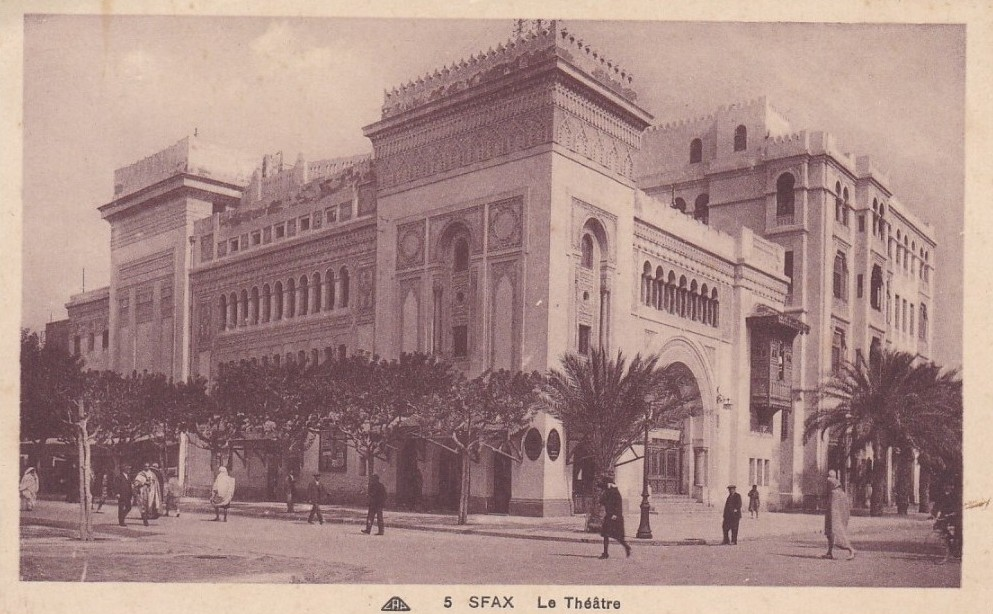
Théâtre municipal de Sfax sur une carte postale des années 1920.

Raphaël Guy introduit dans ses structures le béton armé, grâce au système Hennebique. Peu d'édifices avaient été construits dans le style néo-mauresque avant 1900. En 1901, il dessine les plans du théâtre municipal de Sfax, énorme bâtiment inauguré en 1903, avec des décors intérieurs peints de style mauresque et un mobilier commandé à l'entreprise Thonet à Vienne. Détruit en 1942, c'est sa première réalisation totalement imaginée par ses soins. Dans cette même ville, il est chargé des plans de l'hôtel de ville (1905).
À Tunis sont conservés de lui le lycée Alaoui (1906, classé en 1992), l'Institut Pasteur (1904-1908), les portiques de Bab El Khadra, l'extension de l'actuel ministère des Finances (1904), ainsi que quelques résidences privées.
À Sousse, il construit un palais de justice ainsi que la salle des fêtes ou casino municipal, puis l'hôtel de ville.
À La Marsa, il se fait bâtir sa propre résidence (détruite en 2010), les bureaux de poste, ainsi que d'autres villas destinées à des particuliers. 
À Mahdia, il est supervise la construction et l'extension du bureau des Douanes (1910).
Le romancier et photographe Charles Géniaux juge son travail ainsi : « M. Raphaël Guy s'inspire exclusivement des anciens monuments arabes-berbères de la Régence. L'exquis minaret de Sidi-ben-Arous, la puissante tour carrée de la Mosquée de l'Olivier brodée de pierre dorée, les façades de certains logis de la rue des Andalous, aux gracieuses portes décorées d'arabesques en clous, les sobres sculptures sur pierre à Gabès, les patios émouvants et sveltes de Sfax […], beaucoup de palais, de mosquées aux stucs ajourés et aux céramiques fraîches comme des prairies en fleurs, ont été passionnément étudiés par M. Guy ».
Il a une influence stylistique sur, entre autres, Victor Valensi.